# Adolf Langwerth von Simmern
Friedrich Adolf Carl Ulrich Freiherr Langwerth von Simmern (* 15. April 1797 in Celle; † 26. September 1846 in Eltville am Rhein) war ein deutscher Offizier, Gutsherr und Abgeordneter aus dem Adelsgeschlecht Langwerth von Simmern.

## Leben
Langwerth von Simmern war der Sohn des Generals Ernst Eberhard Cuno Freiherr Langwerth von Simmern, (* 20. April 1757 in Hannover; gefallen am 28. Juli 1809 bei Talavera in Spanien) und dessen Ehefrau Juliane gen. Julie geborene von Ahlefeld (* 2. Februar 1764 in Steinhausen bei Wismar; † 1. Juli 1821 in Hannover). Er war evangelisch und heiratete am 8. April 1831 in Schleswig Isabella Freiin von Bülow (* 19. September 1810 in Schleswig; † 6. Juli 1892 in Eltville), die Tochter des dänischen Geheimen Konferenzrats und Kammerherrn Detlev Heinrich von Bülow (1782–1855) und der Isabella Gräfin von Lynar. Der gemeinsame Sohn Heinrich Freiherr von Langwerth von Simmern wurde Politiker und Schriftsteller.
Langwerth von Simmern erhielt ab 1810 eine militärische Ausbildung an der Kriegsschule Marlow in Großbritannien. Ab 1813 diente er als Leutnant in der königlich-dänischen Legion. In den Befreiungskriegen nahm er an Feldzügen in Holstein und an der Schlacht bei Waterloo teil. 1816 trat er in die hannoversche Armee ein und stieg dort zum Major auf.
Als ältester Sohn übernahm er die Familiengüter in Eltville. Von 1842 bis 1845 war er Mitglied der Herrenbank des Landtags des Herzogtums Nassau als Vertreter des Grafen Friedrich Karl Hermann von Giech (1791–1846).